# ファイブスタッドポーカー
ファイブスタッドポーカーはトランプを使ったゲームの一種。ポーカー系のゲーム。
このゲームは、5枚のカードを配って行われるゲームである。
1. 1枚目のカードを伏せ、2枚目は表にして各自に配る。
2. ローカードの人から強制第1ベット。
3. 次に3枚目は表にして各自に配り、ハイハンドの人から第2ベット。
4. 4枚目は表にして各自に配り第3ベット。
5. 最後に5枚目は表にして配って第4ベットで勝負。

しかし現在カジノでのポーカーテーブルでは、テキサス・ホールデム系が主流で、ファイブスタッドポーカーは行われていない傾向にある。